# Nekrolog 4. Quartal 1970
Nekrolog
◄◄
| ◄
| 1966
| 1967
| 1968
| 1969
| 1970 | 1971 | 1972 | 1973 | 1974 | ► | ►►
1. Quartal |
2. Quartal |
3. Quartal |
4. Quartal 1970
Weitere Ereignisse | Allgemeiner Nekrolog 1970
Die Beschreibung der verstorbenen Person sollte so kurz wie möglich gehalten sein und nur deren signifikante Tätigkeit(en) enthalten.
Neue Namen ggf. auch unter dem Geburts- und Sterbedatum, also etwa unter 1. Januar und im Geburts- und Sterbejahr (2024) eintragen (nur bei entsprechender großer Wichtigkeit). Für Beispiele siehe die schon vorhandenen Artikel.
Außerdem über die fünf zuletzt Verstorbenen, zu denen es einen ausreichend guten Artikel für eine Präsentation auf der Hauptseite gibt, nach der todesbedingten Überarbeitung der Artikel ggf. auch unter Wikipedia Diskussion:Hauptseite informieren und sie am besten auch in den anderen Wikipedia-Sprachversionen eintragen. Tipp: Regelmäßig bei news.google.de nach „ist tot“, „gestorben“ oder „verstorben“ suchen.
Wenn eine Person gestorben ist, gibt es viele Seiten zu dieser Person in der Wikipedia, die davon auch betroffen sind und entsprechend aktualisiert werden müssen. Beispiele: Namenübersichtsseite, Geburtsjahr, Geburtsort-Seiten und viele mehr.
Wie finde ich die betroffenen Seiten?
Im Suchfeld auf der linken Seite gibt man den Suchbegriff so ein: „Vorname Nachname“. Dann klickt man auf Volltext und alle Seiten mit entsprechendem Suchtext werden aufgerufen. Hier sieht man dann schnell, wo auch das Todesjahr Sinn macht oder sogar ein Teil des Artikels angepasst werden muss. Auch hilft das „Werkzeug“ auf der linken Seite sehr gut, um solche Seiten aufzufinden: „Links auf diese Seite“. Somit ist die Wikipedia wieder aktuell in allen Bereichen! Hinweis: bei Eintragung der Kategorie „Gestorben JAHR“ wird der Missbrauchsfilter 49 ausgelöst, was jedoch nicht schlimm ist. Siehe: Spezial:Missbrauchsfilter/49
Dies ist eine Liste von im vierten Quartal 1970 verstorbenen bekannten Persönlichkeiten. Die Einträge erfolgen innerhalb der einzelnen Daten alphabetisch sortiert. Tiere sind im Nekrolog für Tiere zu finden.

## Oktober
| Tag         | Name                                                           | Beruf, bekannt als                                                                                              | Alter    | Beleg |
| ----------- | -------------------------------------------------------------- | --- | -------- | ----- |
| 1. Oktober  | Vilhelm Carlberg                                               | schwedischer Sportschütze und Olympiasieger                                                                     | 90       |       |
| 1. Oktober  | Marcel Guimbretiere                                            | französischer Radrennfahrer                                                                                     | 60       |       |
| 1. Oktober  | Edward Joseph Hunkeler                                         | US-amerikanischer Geistlicher, Erzbischof von Kansas City                                                       | 76       |       |
| 1. Oktober  | Werner Knop                                                    | deutsch-britischer Journalist                                                                                   | 58       |       |
| 1. Oktober  | Petar Konjović                                                 | serbischer Komponist, Musikpädagoge und -wissenschaftler                                                        | 87       |       |
| 1. Oktober  | Franz Plasser                                                  | österreichischer Politiker, Abgeordneter zum Nationalrat                                                        | 77       |       |
| 1. Oktober  | Hans Poser                                                     | deutscher Komponist                                                                                             | 52       |       |
| 1. Oktober  | Hilmar Swinka                                                  | deutscher Serienmörder                                                                                          | 31 o. 32 |       |
| 2. Oktober  | Nicholson B. Adams                                             | US-amerikanischer Romanist und Hispanist                                                                        | 74       |       |
| 2. Oktober  | Rolf Dräger                                                    | deutscher Ingenieur und Hochschullehrer                                                                         |          |       |
| 2. Oktober  | Frederik Høegh                                                 | grönländischer Buchdrucker, Redakteur, Kaufmann und Landesrat                                                   | 75       |       |
| 2. Oktober  | Lucien Lemesle                                                 | französischer Automobilrennfahrer                                                                               | 73       |       |
| 2. Oktober  | Charles Méré                                                   | französischer Schriftsteller                                                                                    | 87       |       |
| 2. Oktober  | Leonhard von Muralt                                            | Schweizer Historiker                                                                                            | 70       |       |
| 2. Oktober  | Hermann Schwerin                                               | deutscher Jurist, Filmfirmenmanager und Filmproduzent                                                           |          |       |
| 2. Oktober  | Grethe Weiser                                                  | deutsche Bühnen- und Filmschauspielerin                                                                         | 67       |       |
| 3. Oktober  | Oluf Pedersen                                                  | dänischer Politiker (Retsforbundet)                                                                             | 79       |       |
| 3. Oktober  | Viktoria Adelheid von Schleswig-Holstein-Sonderburg-Glücksburg | deutsche Prinzessin und durch Heirat ein Mitglied der britischen Königsfamilie                                  | 84       |       |
| 4. Oktober  | Emmanuel Aznar                                                 | algerisch-französischer Fußballspieler                                                                          | 54       |       |
| 4. Oktober  | Josef Deutsch                                                  | österreichischer Politiker, Abgeordneter zum Nationalrat                                                        | 80       |       |
| 4. Oktober  | Anton Gebler                                                   | deutscher politischer KZ-Häftling                                                                               | 71       |       |
| 04. Oktober | Hermann Geißler                                                | österreichischer Leichtathlet                                                                                   | 65       |       |
| 4. Oktober  | Janis Joplin                                                   | US-amerikanische Sängerin, Rock- und Bluesmusikerin                                                             | 27       |       |
| 4. Oktober  | Jella Lepman                                                   | deutsche Schriftstellerin                                                                                       | 79       |       |
| 4. Oktober  | Rudolf Johann Niedermayer                                      | Komponist, Musikpädagoge, Organist, Chorleiter und Musiker                                                      | 78       |       |
| 4. Oktober  | Patrick O’Donnell                                              | irischer Politiker (Fine Gael)                                                                                  |          |       |
| 4. Oktober  | Christian Thomas                                               | dänischer Turner                                                                                                | 74       |       |
| 5. Oktober  | Carl Arnhold                                                   | deutscher Ingenieur                                                                                             | 85       |       |
| 5. Oktober  | Ahmet Bilek                                                    | türkischer Ringer                                                                                               |          |       |
| 5. Oktober  | Moritz Hauser                                                  | Schweizer Architekt                                                                                             | 79       |       |
| 5. Oktober  | Georg Hohmann                                                  | deutscher Chirurg und Orthopäde                                                                                 | 90       |       |
| 5. Oktober  | Hans Krieg                                                     | deutscher Ethnologe und Zoologe                                                                                 | 82       |       |
| 5. Oktober  | Luchy Soto                                                     | spanische Schauspielerin                                                                                        | 51       |       |
| 6. Oktober  | Einar Åberg                                                    | schwedischer politischer Aktivist und Antisemit                                                                 | 80       |       |
| 6. Oktober  | Tom Brand                                                      | niederländischer Oratorien-, Konzert- und Liedsänger                                                            | 53       |       |
| 6. Oktober  | Bruno Jori                                                     | italienischer Dokumentarfilmer und Filmregisseur                                                                | 47       |       |
| 6. Oktober  | Julius Peters                                                  | deutscher nationalsozialistischer Kommunalpolitiker                                                             | 70       |       |
| 6. Oktober  | Julian Przyboś                                                 | polnischer Schriftsteller                                                                                       | 69       |       |
| 7. Oktober  | Rudolf Bode                                                    | deutscher Pädagoge und Gymnastiklehrer                                                                          | 89       |       |
| 7. Oktober  | Lajos Fülep                                                    | ungarischer Kunsthistoriker                                                                                     | 85       |       |
| 7. Oktober  | Paul Kimmelstiel                                               | deutschamerikanischer Pathologe und Hochschullehrer                                                             | 70       |       |
| 7. Oktober  | Aleksei Müürisepp                                              | estnischer Kommunist und Politiker                                                                              | 68       |       |
| 7. Oktober  | Hubert Thome                                                   | deutscher Landwirt und Politiker (Zentrum, CDU), MdL                                                            | 78       |       |
| 7. Oktober  | Heinz Woester                                                  | Schweizer Schauspieler                                                                                          | 69       |       |
| 8. Oktober  | Felix Dueball                                                  | deutscher Gospieler                                                                                             | 90       |       |
| 8. Oktober  | Lucien Goldmann                                                | französischer Philosoph, Literaturtheoretiker und Literatursoziologe                                            | 57       |       |
| 8. Oktober  | Thea Hucke                                                     | deutsche Malerin                                                                                                | 77       |       |
| 8. Oktober  | Józef Kropiński                                                | polnischer Geiger, Komponist, Widerstandskämpfer und KZ-Überlebender                                            | 56       |       |
| 8. Oktober  | Wilhelm Lempp                                                  | deutscher Verwaltungsjurist                                                                                     | 88       |       |
| 8. Oktober  | Klemens Perner                                                 | österreichischer Kapellmeister und Komponist                                                                    | 81       |       |
| 9. Oktober  | Jean Giono                                                     | französischer Schriftsteller und Erzähler                                                                       | 75       |       |
| 9. Oktober  | Marcel Hepp                                                    | deutscher Politiker                                                                                             | 34       |       |
| 9. Oktober  | Edmond Michelet                                                | französischer Politiker                                                                                         | 71       |       |
| 9. Oktober  | Claude Rostand                                                 | französischer Musikwissenschaftler, Musikhistoriker, Musikkritiker und Rundfunkmitarbeiter                      | 57       |       |
| 10. Oktober | Ulrich Burmann                                                 | deutscher Jurist und Politiker                                                                                  | 83       |       |
| 10. Oktober | Édouard Daladier                                               | französischer Politiker                                                                                         | 86       |       |
| 10. Oktober | Albert Flattich                                                | deutscher Landwirt und Politiker (FDP/DVP), MdL                                                                 | 71       |       |
| 10. Oktober | Edmund Neutert                                                 | deutscher Bildhauer und Maler                                                                                   | 79       |       |
| 10. Oktober | Adam Rapacki                                                   | polnischer Politiker und Ökonom                                                                                 | 60       |       |
| 10. Oktober | Otto Wissig                                                    | deutscher evangelischer Kirchenmusiker und Organist                                                             | 84       |       |
| 11. Oktober | Higuchi Kiichirō                                               | Generalleutnant der kaiserlich japanischen Armee                                                                | 82       |       |
| 11. Oktober | Erich Murawski                                                 | deutscher Journalist, Offizier und Archivar                                                                     | 76       |       |
| 11. Oktober | Fritz Sotke                                                    | deutscher Autor und Komponist                                                                                   | 68       |       |
| 11. Oktober | Phil Spitalny                                                  | US-amerikanischer Klarinettist und Bandleader                                                                   | 79       |       |
| 12. Oktober | Joseph Francis McGeough                                        | US-amerikanischer Geistlicher, römisch-katholischer Erzbischof und Diplomat des Heiligen Stuhls                 | 67       |       |
| 12. Oktober | Alice Meyer                                                    | Schweizer Juristin                                                                                              | 69       |       |
| 12. Oktober | Gertrud Otto                                                   | deutsche Kunsthistorikerin                                                                                      | 75       |       |
| 12. Oktober | Barney Rapp                                                    | US-amerikanischer Jazz-Schlagzeuger und Bigband-Leader                                                          | 70       |       |
| 12. Oktober | Feodor Stepanovich Rojankovsky                                 | russischer Illustrator                                                                                          | 78       |       |
| 12. Oktober | Andreas Speiser                                                | Schweizer Mathematiker und Philosoph                                                                            | 85       |       |
| 12. Oktober | Noud Stempels                                                  | niederländischer Fußballspieler                                                                                 | 88       |       |
| 12. Oktober | Alexander Gerassimowitsch Wanifatjew                           | sowjetischer Vizeadmiral                                                                                        | 64       |       |
| 12. Oktober | Peter Zimmer                                                   | deutscher Politiker (SPS)                                                                                       | 82       |       |
| 13. Oktober | Arnold Büchli                                                  | Schweizer Lehrer, Heimat- und Volkstumsforscher                                                                 | 85       |       |
| 13. Oktober | Julia Culp                                                     | niederländische Sängerin (Mezzosopran)                                                                          | 90       |       |
| 13. Oktober | Kurt Genieser                                                  | deutscher Geologe                                                                                               | 61       |       |
| 13. Oktober | Walther Kniebe                                                 | deutscher Bildhauer                                                                                             | 86       |       |
| 13. Oktober | Marie Lotz                                                     | Schweizer Musikerin, Pädagogin und Malerin                                                                      | 92       |       |
| 13. Oktober | Heinrich Lücke                                                 | Lehrer, Heimatforscher und Autor in Südniedersachsen                                                            | 78       |       |
| 13. Oktober | Peter von der Mühll                                            | schweizerischer klassischer Philologe                                                                           | 85       |       |
| 13. Oktober | Alberto Prebisch                                               | argentinischer Architekt und Bürgermeister von Buenos Aires                                                     | 71       |       |
| 13. Oktober | Gertrud Strauss-Höfer                                          | deutsche Violinistin                                                                                            | 69       |       |
| 13. Oktober | Otto Wacker                                                    | deutscher Tänzer, Kunsthändler, Tanzlehrer                                                                      | 72       |       |
| 14. Oktober | Wilhelm Dopheide                                               | deutscher Lungenfacharzt und Amtsarzt im Generalgouvernement                                                    | 69       |       |
| 14. Oktober | Walter Frenzel                                                 | deutscher Textiltechniker und Hochschullehrer                                                                   | 86       |       |
| 14. Oktober | Hermann Funke                                                  | deutscher Ingenieur                                                                                             | 86       |       |
| 14. Oktober | Kurt Melcher                                                   | deutscher Verwaltungsbeamter                                                                                    | 89       |       |
| 14. Oktober | Gustav Sieß                                                    | deutscher Generalleutnant                                                                                       | 86       |       |
| 14. Oktober | James Taylor junior                                            | US-amerikanischer Geschäftsmann, Leiter der Raven-Brüder                                                        | 71       |       |
| 14. Oktober | Curtis Turner                                                  | US-amerikanischer NASCAR-Rennfahrer                                                                             | 46       |       |
| 14. Oktober | Horst von Usedom                                               | deutscher Offizier, zuletzt Generalmajor im Zweiten Weltkrieg                                                   | 64       |       |
| 15. Oktober | Heinrich Büttner                                               | deutscher Historiker und Archivar                                                                               | 61       |       |
| 15. Oktober | Leonarda Cianciulli                                            | italienische Serienkillerin                                                                                     | 76       |       |
| 15. Oktober | Avanti Martinetti                                              | italienischer Bahnradsportler                                                                                   | 65       |       |
| 15. Oktober | Liam Ó Buachalla                                               | irischer Politiker                                                                                              |          |       |
| 16. Oktober | Klara Semb                                                     | norwegische Folkloristin, Sammlerin von Volkstänzen und Tanzpädagogin                                           | 85       |       |
| 16. Oktober | Sakata Shōichi                                                 | japanischer Physiker                                                                                            | 59       |       |
| 17. Oktober | Benjamin Boss                                                  | US-amerikanischer Astronom                                                                                      | 90       |       |
| 17. Oktober | Pierre Laporte                                                 | kanadischer Politiker                                                                                           | 49       |       |
| 17. Oktober | Julius Marx                                                    | deutscher Unternehmer, Schriftsteller und Widerstandskämpfer                                                    | 82       |       |
| 17. Oktober | David Spiro                                                    | polnisch-deutscher Rabbiner im Rabbinat Warschau und Mitbegründer der Israelitischen Kultusgemeinde Fürths n... |          |       |
| 17. Oktober | Jan Syrový                                                     | tschechoslowakischer General, Politiker, Ministerpräsident und Verteidigungsminister                            | 82       |       |
| 17. Oktober | Quincy Wright                                                  | US-amerikanischer Politikwissenschaftler                                                                        | 79       |       |
| 18. Oktober | Krim Belkassem                                                 | algerischer Offizier und Politiker                                                                              |          |       |
| 18. Oktober | Kurt Bussmann                                                  | deutscher Jurist                                                                                                | 76       |       |
| 18. Oktober | Walther Georg Hartmann                                         | deutscher Präsident des DRK                                                                                     | 78       |       |
| 18. Oktober | Zeid bin Hussein                                               | irakischer Diplomat                                                                                             | 72       |       |
| 18. Oktober | Kurt Matt                                                      | deutscher Politiker                                                                                             | 49       |       |
| 18. Oktober | Paul Moser                                                     | deutscher Ethnologe                                                                                             | 69       |       |
| 18. Oktober | Máirtín Ó Cadhain                                              | irischer Schriftsteller, Literaturkritiker und politischer Kommentator                                          | ≈64      |       |
| 18. Oktober | Walter Wahl                                                    | finnischer Mineraloge und Geochemiker                                                                           | 91       |       |
| 19. Oktober | Lázaro Cárdenas del Río                                        | mexikanischer Politiker und General, Präsident Mexikos                                                          | 75       |       |
| 19. Oktober | Otto Emicke                                                    | deutscher Metallurge                                                                                            | 79       |       |
| 19. Oktober | Mathilde Hanzel-Hübner                                         | österreichische Lehrerin und Frauenrechtlerin                                                                   | 86       |       |
| 19. Oktober | Fritz Jöde                                                     | deutscher Musikpädagoge                                                                                         | 83       |       |
| 19. Oktober | Adolfo Leoni                                                   | italienischer Radrennfahrer                                                                                     | 53       |       |
| 19. Oktober | Michael McDermott                                              | US-amerikanischer Schwimmer und Wasserballspieler                                                               | 77       |       |
| 19. Oktober | Charlotte Möhring                                              | deutsche Flugpionierin                                                                                          | 83       |       |
| 19. Oktober | Ebrima D. N’Jie                                                | gambischer Politiker                                                                                            | 60       |       |
| 19. Oktober | Conrad Olsen                                                   | norwegischer Ruderer                                                                                            | 79       |       |
| 19. Oktober | Miguel Paternain                                               | uruguayischer Ordensgeistlicher, Bischof von Florida                                                            | 75       |       |
| 19. Oktober | Walter Perron                                                  | deutscher Maler und Bildhauer                                                                                   | 75       |       |
| 19. Oktober | Emmerich Reimers                                               | österreichischer Schauspieler                                                                                   | 84       |       |
| 19. Oktober | Alfonso Sánchez Tinoco                                         | mexikanischer Geistlicher, Bischof von Papantla                                                                 | 52       |       |
| 19. Oktober | Herbert Weyher                                                 | deutscher Verwaltungsjurist                                                                                     | 66       |       |
| 19. Oktober | Unica Zürn                                                     | deutsche Zeichnerin und Prosa-Schriftstellerin                                                                  | 54       |       |
| 20. Oktober | Antoni Bohdziewicz                                             | polnischer Filmregisseur, Drehbuchautor und Hochschullehrer                                                     | 64       |       |
| 20. Oktober | Toni Jensen                                                    | deutsche Politikerin, MdL                                                                                       | 79       |       |
| 20. Oktober | Sosthènes de la Rochefoucauld                                  | französischer Automobilrennfahrer                                                                               | 73       |       |
| 20. Oktober | Ted Lewis                                                      | britischer Boxer                                                                                                | 75       |       |
| 20. Oktober | Erich Miksch                                                   | österreichischer Bankmanager                                                                                    | 69       |       |
| 20. Oktober | Theodora Versteegh                                             | niederländische Sängerin                                                                                        | 81       |       |
| 20. Oktober | Patrick Wymark                                                 | britischer Schauspieler                                                                                         | 44       |       |
| 21. Oktober | Ernest Haller                                                  | US-amerikanischer Kameramann                                                                                    | 74       |       |
| 21. Oktober | Karl Harzig                                                    | deutscher Politiker, MdL                                                                                        | 67       |       |
| 21. Oktober | Edmund Kesting                                                 | deutscher Maler und Fotograf                                                                                    | 78       |       |
| 21. Oktober | Johan Kõpp                                                     | lutherischer Theologe und Erzbischof, Historiker                                                                | 95       |       |
| 21. Oktober | Eugène Lapierre                                                | kanadischer Organist, Komponist, Musikpädagoge und Autor                                                        | 71       |       |
| 21. Oktober | Carl August Lieberich                                          | deutscher Geschäftsführer des Hauptverband Deutsche Holzindustrie                                               | 77       |       |
| 21. Oktober | Günther Onken                                                  | deutscher Politiker (parteilos), MdL                                                                            | 69       |       |
| 21. Oktober | Hanna Philippovich                                             | österreichische Malerin und Restauratorin                                                                       | 80       |       |
| 21. Oktober | Joachim Rademacher                                             | deutscher Schwimmer und Wasserballspieler                                                                       | 64       |       |
| 21. Oktober | John Thomas Scopes                                             | US-amerikanischer Lehrer                                                                                        | 70       |       |
| 22. Oktober | Eugène Constant                                                | französischer Ruderer und Rudersportfunktionär                                                                  | 69       |       |
| 22. Oktober | Pauline Donalda                                                | kanadische Opernsängerin (Sopran) und Gesangslehrerin                                                           | 88       |       |
| 22. Oktober | Samson François                                                | französischer Pianist und Komponist                                                                             | 46       |       |
| 22. Oktober | Konrad Kraft                                                   | deutscher Althistoriker und Numismatiker                                                                        | 50       |       |
| 22. Oktober | George Austin Welsh                                            | US-amerikanischer Jurist und Politiker                                                                          | 92       |       |
| 23. Oktober | Johann Mandl                                                   | österreichischer Politiker                                                                                      | 71       |       |
| 23. Oktober | Erich Oehme                                                    | deutscher Bildhauer                                                                                             | 81       |       |
| 24. Oktober | Herbert Baldus                                                 | brasilianischer Ethnologe deutscher Herkunft                                                                    | 71       |       |
| 24. Oktober | August Blume                                                   | deutscher FDGB-Funktionär                                                                                       | 77       |       |
| 24. Oktober | Richard Hofstadter                                             | US-amerikanischer Historiker                                                                                    | 54       |       |
| 24. Oktober | Gustav Müller                                                  | deutscher Politiker, MdL                                                                                        | 72       |       |
| 24. Oktober | Gerhard Schoeller                                              | deutscher Papierfabrikant                                                                                       | 84       |       |
| 25. Oktober | Edward Collingwood                                             | britischer Mathematiker                                                                                         | 70       |       |
| 25. Oktober | Guillermo Portabales                                           | kubanischer Sänger und Gitarrist                                                                                | 59       |       |
| 25. Oktober | Otto Riess                                                     | deutscher Rechtsanwalt                                                                                          |          |       |
| 25. Oktober | Rudi Schiemann                                                 | deutscher Kabarettist und Schauspieler                                                                          | 69       |       |
| 25. Oktober | René Schneider                                                 | chilenischer General                                                                                            | 56       |       |
| 26. Oktober | Kid Kaplan                                                     | US-amerikanisch-ukrainischer Boxer im Federgewicht                                                              | 69       |       |
| 26. Oktober | Ernst Krüger                                                   | deutscher Politiker (KPD/SED)                                                                                   | 75       |       |
| 26. Oktober | Marcel Minnaert                                                | belgischer Astronom                                                                                             | 77       |       |
| 27. Oktober | Homer Pierce Clark                                             | US-amerikanischer Verleger                                                                                      | 102      |       |
| 27. Oktober | Hilde Obermair-Schoch                                          | deutsche Volkswirtin, Vereinsvorsitzende und Senatorin (Bayern)                                                 | 73       |       |
| 28. Oktober | Baby Huey                                                      | US-amerikanischer Rock- und Soulsänger                                                                          | 26       |       |
| 28. Oktober | Giovacchino Forzano                                            | italienischer Dramatiker, Librettist, Drehbuchautor, Publizist und Regisseur                                    | 85       |       |
| 28. Oktober | Karl Gümbel                                                    | deutscher Generalleutnant im Zweiten Weltkrieg                                                                  | 82       |       |
| 28. Oktober | Siegfried Hasenjäger                                           | deutscher Bauingenieur                                                                                          | 71       |       |
| 28. Oktober | Richard Reimann                                                | deutscher Offizier, zuletzt General der Flakartillerie im Zweiten Weltkrieg                                     | 77       |       |
| 28. Oktober | Kyōichi Sawada                                                 | japanischer Fotograf                                                                                            | 34       |       |
| 29. Oktober | Július Balász                                                  | tschechoslowakischer Schwimmer jüdischer Herkunft                                                               | 69       |       |
| 29. Oktober | Heinrich Dittmaier                                             | deutscher Namenforscher und Dialektologe                                                                        | 63       |       |
| 29. Oktober | Gabriel Guevrekian                                             | Architekt, Gartenarchitekt, Designer und Hochschullehrer                                                        |          |       |
| 29. Oktober | Zhang Zhizhi                                                   | chinesischer Schauspieler                                                                                       |          |       |
| 30. Oktober | Aale-Aale                                                      | Hamburger Original                                                                                              | 78       |       |
| 30. Oktober | Jean Comandon                                                  | französischer Arzt, Botaniker, Naturforscher, Film- und Fotopionier                                             | 93       |       |
| 30. Oktober | Gustav-Elias Forstenzer                                        | deutscher jüdischer Jurist und Kaufmann (Braunschweig)                                                          |          |       |
| 30. Oktober | Bill Gaither                                                   | US-amerikanischer Blues-Musiker                                                                                 | 60       |       |
| 30. Oktober | Alexandr Hořejší                                               | tschechischer Dichter und Übersetzer                                                                            | 69       |       |
| 30. Oktober | Ari Kurko                                                      | finnischer Gewichtheber                                                                                         | 21       |       |
| 30. Oktober | Otto Mittler                                                   | Schweizer Historiker                                                                                            | 80       |       |
| 30. Oktober | Karl Schuster                                                  | österreichischer Politiker (CS), Landtagsabgeordneter, Mitglied des Bundesrates                                 | 83       |       |
| 30. Oktober | Karl Hermann Usener                                            | deutscher Kunsthistoriker und Hochschullehrer                                                                   | 65       |       |
| 30. Oktober | Paul Wyssling                                                  | Schweizer Fußballschiedsrichter                                                                                 | 58       |       |
| 31. Oktober | Heinrich Blücher                                               | deutscher Dichter und Philosoph                                                                                 | 71       |       |
| 31. Oktober | Oskar Kurt Döbrich                                             | deutscher Maler und Graphiker                                                                                   | 59       |       |
| 31. Oktober | Eva Dzialoszynski                                              | Schweizer Krankenschwester                                                                                      | 70       |       |
| 31. Oktober | Friedrich Gärtner                                              | deutscher Ministerialbeamter                                                                                    | 88       |       |
| 31. Oktober | Morita Tama                                                    | japanische Essayistin                                                                                           | 75       |       |
| 31. Oktober | Karl-Christian Trentzsch                                       | deutscher Brigadegeneral                                                                                        |          |       |
| Oktober     | Abul Djabar                                                    | afghanischer Serienmörder                                                                                       |          |       |
| Oktober     | Kōuchi Jun’ichi                                                | japanischer Karikaturist, Illustrator und Trickfilmer                                                           |          |       |
| Oktober     | Li Linsi                                                       | chinesischer Pädagoge, Diplomat und Gelehrter                                                                   | 74       |       |

## November
| Tag          | Name                               | Beruf, bekannt als                                                                                              | Alter | Beleg |
| ------------ | ---------------------------------- | --- | ----- | ----- |
| 1. November  | Koit Annamaa                       | estnischer Hammerwerfer                                                                                         | 58    |       |
| 1. November  | Hans Bartel                        | deutscher Politiker, MdL, Architekt                                                                             | 52    |       |
| 1. November  | Schuyler Enck                      | US-amerikanischer Leichtathlet                                                                                  | 70    |       |
| 1. November  | Hertha Feiler                      | österreichische Schauspielerin                                                                                  | 54    |       |
| 1. November  | Hedwig von Österreich-Toskana      | Erzherzogin von Österreich                                                                                      | 74    |       |
| 1. November  | Georg Ludwig Jochum                | deutscher Dirigent                                                                                              | 60    |       |
| 1. November  | Robert Staughton Lynd              | US-amerikanischer Soziologe und Professor an der Columbia University, New York                                  | 78    |       |
| 1. November  | Anton Werkgartner                  | österreichischer Gerichtsmediziner                                                                              | 80    |       |
| 2. November  | Abram Samoilowitsch Besikowitsch   | britischer Mathematiker karäisch-russischer Herkunft                                                            | 79    |       |
| 2. November  | Toni von Bukovics                  | österreichische Theater- und Filmschauspielerin                                                                 | 88    |       |
| 2. November  | Richard Cushing                    | US-amerikanischer Geistlicher, Erzbischof von Boston und Kardinal der römisch-katholischen Kirche               | 75    |       |
| 2. November  | Luigi Dusio                        | italienischer römisch-katholischer Ordensgeistlicher, Bischof von Ihosy                                         | 50    |       |
| 2. November  | Fernand Gravey                     | belgischer Schauspieler                                                                                         | 64    |       |
| 2. November  | Wolfram Freiherr von Gugel         | deutscher Jurist, Arzt und Senator (Bayern)                                                                     | 66    |       |
| 2. November  | Alfred Neff                        | deutscher Politiker und Richter am Staatsgerichtshof für das Land Baden-Württemberg                             | 64    |       |
| 2. November  | René Pinchart                      | belgischer Turner und Fechttrainer                                                                              | 79    |       |
| 2. November  | Georg Rieke                        | deutscher General der Flieger im Zweiten Weltkrieg                                                              | 76    |       |
| 2. November  | Igor Korniljewitsch Smolitsch      | ukrainischer Kirchenhistoriker                                                                                  | 71    |       |
| 2. November  | Hans Stempel                       | deutscher evangelischer Theologe                                                                                | 76    |       |
| 2. November  | Johannes Urzidil                   | österreichisch-tschechoslowakischer Schriftsteller                                                              | 74    |       |
| 2. November  | Pierre Veyron                      | französischer Automobilrennfahrer                                                                               | 67    |       |
| 3. November  | Alexei Berest                      | sowjetischer Soldat                                                                                             | 49    |       |
| 3. November  | Markus Guggenheim                  | Schweizer Biochemiker                                                                                           | 85    |       |
| 3. November  | Ludwig Lazarus                     | deutscher Privatgelehrter, Buchhändler und Antiquar, Widerstandskämpfer, Journalist, Schriftsteller und Gene... | 70    |       |
| 3. November  | Peter II.                          | jugoslawischer Adeliger, König von Jugoslawien                                                                  | 47    |       |
| 3. November  | Victor Wallenberg                  | schwedischer Sportschütze                                                                                       | 95    |       |
| 4. November  | Hans Bauer                         | deutscher Regisseur                                                                                             | 56    |       |
| 4. November  | William Morton Cox                 | US-amerikanischer Lokführer und Politiker (Demokratische Partei)                                                | 90    |       |
| 4. November  | Hans Engelland                     | deutscher Theologe                                                                                              | 67    |       |
| 4. November  | Franz Fischer                      | österreichischer Philosoph                                                                                      | 41    |       |
| 4. November  | Friedrich Kellner                  | deutscher Sozialdemokrat, Justizinspektor und Tagebuchautor                                                     | 85    |       |
| 4. November  | Lewis Lyne                         | britischer Offizier und Generalmajor des Heeres                                                                 | 71    |       |
| 4. November  | Walther Felix Mueller              | deutscher Kommunalpolitiker und Oberbürgermeister von Weimar (1920–1937)                                        | 90    |       |
| 4. November  | Wilhelm Stoller                    | deutscher Diplomat, Gesandter und Generalkonsul                                                                 | 86    |       |
| 4. November  | Hans Süper senior                  | deutscher Musiker                                                                                               | 63    |       |
| 4. November  | Ernst Wabra                        | deutscher Politiker (KPD, SED)                                                                                  | 63    |       |
| 4. November  | Friedrich von Wilmowsky            | deutscher Generalleutnant und Kavalleriekommandeur sowie Ehrenritter des Johanniterordens                       | 89    |       |
| 5. November  | Gerhard Kukofka                    | oberschlesischer Schriftsteller, Heimatdichter und Verlagslektor                                                | 52    |       |
| 5. November  | Karl Ruser                         | deutscher Gärtner und Pflanzenzüchter                                                                           | 80    |       |
| 5. November  | Lew Tendler                        | US-amerikanischer Boxer im Leichtgewicht                                                                        | 72    |       |
| 5. November  | Johann Zeyer                       | österreichischer Politiker, Landtagsabgeordneter                                                                | 76    |       |
| 6. November  | Leonida Barboni                    | italienischer Kameramann                                                                                        | 60    |       |
| 6. November  | Theodor Hayek                      | mährischer Ingenieur, Wegbereiter der Zuckerindustrie in Irland und Neuseeland                                  | 83    |       |
| 6. November  | Heinrich Hegmann                   | deutscher Politiker, MdL                                                                                        | 85    |       |
| 6. November  | Heinrich Kloidt                    | deutscher Wirtschaftswissenschaftler                                                                            | 65    |       |
| 6. November  | Vilmos Korn                        | deutscher Widerstandskämpfer gegen den Nationalsozialismus, Schriftsteller und Politiker (NDPD), MdV            | 71    |       |
| 6. November  | Agustín Lara                       | mexikanischer Komponist und Sänger                                                                              | 73    |       |
| 6. November  | Fritz Lieb                         | Schweizer reformierter Theologe und Slawist                                                                     | 78    |       |
| 6. November  | Lina von Schauroth                 | deutsche Zeichnerin, Graphikerin, Tiermalerin und Kunsthandwerkerin                                             | 95    |       |
| 6. November  | Louis Stoop                        | belgischer Turner                                                                                               | 74    |       |
| 6. November  | Julius Wagner                      | deutscher Geograph und Pädagoge                                                                                 | 84    |       |
| 7. November  | Emil Paul Börner                   | deutscher Maler, Bildhauer und Medailleur                                                                       | 82    |       |
| 7. November  | Edward Curtiss                     | US-amerikanischer Filmeditor                                                                                    | 72    |       |
| 7. November  | Elisabeth Fülscher                 | Schweizer Kochschulleiterin und Kochbuchautorin                                                                 | 75    |       |
| 7. November  | Bruno-Augustin Hippel              | deutscher Geistlicher, römisch-katholischer Bischof von Oudtshoorn                                              | 63    |       |
| 7. November  | Henri Jeanson                      | französischer Drehbuchautor                                                                                     | 70    |       |
| 7. November  | Karl Olzscha                       | deutscher Sprachwissenschaftler                                                                                 | 72    |       |
| 7. November  | Herbert Plaxton                    | kanadischer Eishockeyspieler                                                                                    | 69    |       |
| 07. November | Thomas Southgate                   | britischer Ruderer                                                                                              | 75    |       |
| 8. November  | Houston Boines                     | US-amerikanischer Bluessänger und Mundharmonikaspieler                                                          | 51    |       |
| 8. November  | Napoleon Hill                      | US-amerikanischer Schriftsteller                                                                                | 87    |       |
| 8. November  | Ernst Löpfe                        | Schweizer Verleger und Politiker (FDP)                                                                          | 92    |       |
| 8. November  | Douglas Spencer-Nairn, 2. Baronet  | schottischer Politiker (Unionist Party), Mitglied des House of Commons                                          | 63    |       |
| 8. November  | Traugott von Stackelberg           | deutschbaltischer Arzt, Maler und Autor                                                                         | 79    |       |
| 9. November  | William L. Dawson                  | US-amerikanischer Politiker                                                                                     | 84    |       |
| 9. November  | Carl Degelow                       | deutscher Offizier, Kampfflieger im Ersten Weltkrieg                                                            | 79    |       |
| 9. November  | Fritz Erb                          | Schweizer Journalist, Buchautor, Regimentskommandant und Sport-Funktionär                                       | 76    |       |
| 9. November  | Charles de Gaulle                  | französischer Politiker und General                                                                             | 79    |       |
| 9. November  | Peter Holtz                        | deutscher Pharmakologe und Physiologe                                                                           | 68    |       |
| 10. November | Ferdinand Bodesheim                | deutscher Politiker, MdL                                                                                        | 70    |       |
| 10. November | Willi Finger-Hain                  | deutscher Schriftsteller und Forscher                                                                           | 75    |       |
| 10. November | Ferdinand Häuslmayer               | österreichischer Politiker, Abgeordneter zum Nationalrat                                                        | 86    |       |
| 10. November | Ada Haseloff-Preyer                | deutsche Malerin                                                                                                | 92    |       |
| 10. November | Hellmuth Heye                      | deutscher Marineoffizier, Admiral und Politiker der CDU, MdB                                                    | 75    |       |
| 10. November | Rudolf Röhrig                      | deutscher Politiker (NSDAP), MdR und SA-Führer                                                                  | 67    |       |
| 10. November | Heinz Rutishauser                  | Schweizer Mathematiker                                                                                          | 52    |       |
| 10. November | Karl Stumpff                       | deutscher Astronom                                                                                              | 75    |       |
| 10. November | Otto Zirnbauer                     | deutscher Bildhauer und Restaurator                                                                             | 67    |       |
| 11. November | Georg Dewald                       | deutscher Politiker, MdB, MdL                                                                                   | 78    |       |
| 11. November | Franz Grubhofer                    | österreichischer Politiker, Abgeordneter zum Nationalrat und Staatssekretär                                     | 56    |       |
| 12. November | Andreas von Amburger               | deutscher Kriminalbeamter und Angehöriger der Einsatzgruppe B                                                   | 64    |       |
| 12. November | Fay Babcock                        | US-amerikanische Szenenbildnerin beim Film                                                                      | 75    |       |
| 12. November | Hal Cole                           | US-amerikanischer Automobilrennfahrer                                                                           | 57    |       |
| 12. November | Walter Donat                       | deutscher Japanologe                                                                                            | 72    |       |
| 12. November | Gene Gifford                       | US-amerikanischer Jazzgitarrist und Arrangeur                                                                   | 62    |       |
| 12. November | Oskar Hermann Artur Schlitter      | deutscher Diplomat                                                                                              | 66    |       |
| 12. November | Percy Ernst Schramm                | deutscher Historiker                                                                                            | 76    |       |
| 13. November | Ludwig Eidelberg                   | austroamerikanischer Psychoanalytiker                                                                           | 71    |       |
| 13. November | Helmut Kliem                       | deutsches Todesopfer der Berliner Mauer                                                                         | 31    |       |
| 13. November | Ernst Ewald Kunckel                | deutscher Staatsbeamter und Publizist                                                                           | 68    |       |
| 13. November | Arthur S. Maxwell                  | britischer Autor, Herausgeber und Leiter der Siebenten-Tags-Adventisten                                         | 74    |       |
| 13. November | Fritz Neuenzeit                    | deutscher Arzt und Träger der Paracelsus-Medaille                                                               | 78    |       |
| 13. November | Hélène Sparrow                     | polnische und französische Bakteriologin und Mikrobiologin                                                      | 79    |       |
| 14. November | Konrad Büttner                     | deutschamerikanischer Meteorologe und Hochschullehrer                                                           | 67    |       |
| 14. November | Walter J. Donnelly                 | US-amerikanischer Botschafter, Hoher Kommissar der USA in Österreich und Deutschland                            | 74    |       |
| 14. November | John Hubert Hall                   | US-amerikanischer Politiker                                                                                     | 71    |       |
| 14. November | Arnold Kamber                      | Schweizer Politiker (SP)                                                                                        | 74    |       |
| 14. November | Þórir Bergsson                     | isländischer Schriftsteller                                                                                     | 85    |       |
| 15. November | Arthur Georgi junior               | deutscher Verlagsbuchhändler                                                                                    | 68    |       |
| 15. November | Franz Hartl                        | österreichischer Gemeindeangestellter und Politiker                                                             | 69    |       |
| 15. November | Francisco Horta                    | portugiesischer Aktivist                                                                                        | 64    |       |
| 15. November | Tsuneji Matsuda                    | japanischer Industrieller und langjähriger Präsident der Tōyō Kōgyō K.K. (Mazda Motor Corporation)              | 74    |       |
| 15. November | Konstantinos Tsaldaris             | griechischer Politiker und Ministerpräsident                                                                    |       |       |
| 15. November | Karl Christian Weber               | Steyler Missionar, Apostolischer Vikar und Bischof von Ichowfu, China                                           | 84    |       |
| 16. November | Williams Haynes                    | US-amerikanischer Chemiehistoriker, Verleger und Journalist                                                     | 84    |       |
| 16. November | Geo Hering                         | deutscher Journalist und Schriftsteller                                                                         | 67    |       |
| 16. November | Władysław Szafer                   | polnischer Botaniker und Ökologe                                                                                | 84    |       |
| 16. November | Carl Völckers                      | deutscher Jurist                                                                                                | 84    |       |
| 17. November | Kurt von Barisiani                 | österreichischer Politiker (NSDAP), MdR                                                                         | 75    |       |
| 17. November | Wilhelm Blume                      | deutscher Pädagoge                                                                                              | 86    |       |
| 17. November | Hans Constantin Boden              | deutscher Industriemanager                                                                                      | 77    |       |
| 17. November | Otto Engelbrecht                   | deutscher Politiker (NSDAP), MdR                                                                                | 74    |       |
| 17. November | Walter Kaßner                      | deutscher Politiker (SED), Bürgermeister in Magdeburg                                                           | 76    |       |
| 17. November | Alexander László                   | ungarisch-US-amerikanischer Pianist, Komponist und Erfinder                                                     | 74    |       |
| 17. November | Anton Reimer                       | deutscher Schauspieler und Synchronsprecher                                                                     | 66    |       |
| 17. November | Andrejs Upīts                      | lettischer Schriftsteller                                                                                       | 92    |       |
| 17. November | Gustav Voigt                       | deutscher Verwaltungsjurist in Preußen                                                                          | 84    |       |
| 17. November | Naunton Wayne                      | britischer Schauspieler                                                                                         | 69    |       |
| 17. November | Peter Woodbury                     | US-amerikanischer Jurist und Bundesrichter                                                                      | 71    |       |
| 17. November | Max Zillibiller                    | deutscher Politiker, MdL                                                                                        | 73    |       |
| 18. November | Richard Feder                      | tschechischer Oberrabbiner, Philosoph und Autor                                                                 | 95    |       |
| 18. November | Arthur Laumann                     | deutscher Offizier der Fliegertruppe im Ersten Weltkrieg                                                        | 76    |       |
| 19. November | Erich Amonn                        | Südtiroler Unternehmer und Politiker                                                                            | 74    |       |
| 19. November | Hubert Bauer                       | österreichischer Politiker (SDAP), MdL (Burgenland)                                                             | 78    |       |
| 19. November | Abdelaziz Ben Tifour               | französisch-algerischer Fußballspieler                                                                          | 43    |       |
| 19. November | Kurt Frieberger                    | österreichischer Beamter und Schriftsteller                                                                     | 87    |       |
| 19. November | Georges Gredt                      | luxemburgischer Ingenieur                                                                                       | 72    |       |
| 19. November | Petrus Hoogenhout                  | südafrikanischer Politiker und Administrator                                                                    | 86    |       |
| 19. November | Andrei Iwanowitsch Jerjomenko      | Marschall der Sowjetunion und Militärtheoretiker                                                                | 78    |       |
| 19. November | Marija Weniaminowna Judina         | sowjetische Pianistin und Klavierpädagogin                                                                      | 71    |       |
| 19. November | Werner Kollath                     | deutscher Bakteriologe, Hygieniker und Ernährungsforscher                                                       | 78    |       |
| 19. November | Sent M’Ahesa                       | Ausdruckstänzerin der Moderne                                                                                   | 87    |       |
| 19. November | Dolindo Ruotolo                    | italienischer Priester                                                                                          | 88    |       |
| 19. November | Hans Schneeberger                  | österreichisch-deutscher Kameramann                                                                             | 75    |       |
| 19. November | J. Parnell Thomas                  | US-amerikanischer Politiker                                                                                     | 75    |       |
| 20. November | Heinrich Marzell                   | deutscher Botaniker                                                                                             | 85    |       |
| 21. November | Fritz Herrmann                     | deutscher Offizier, Polizist, SS-Führer und Regierungspräsident                                                 | 85    |       |
| 21. November | Curt am Ende                       | deutscher Architekt                                                                                             | 81    |       |
| 21. November | Newsy Lalonde                      | kanadischer Eishockeyspieler                                                                                    | 83    |       |
| 21. November | Waman Bapuji Metre                 | indischer Geologe                                                                                               | 64    |       |
| 21. November | C. V. Raman                        | indischer Physiker, Entdecker der Ramanstreuung und Nobelpreisträger für Physik                                 | 82    |       |
| 21. November | Wilhelm Wagner                     | deutscher Geologe                                                                                               | 86    |       |
| 21. November | Anzia Yezierska                    | polnisch-US-amerikanische Schriftstellerin                                                                      |       |       |
| 22. November | George Ingle Finch                 | australischer Chemiker und Bergsteiger                                                                          | 82    |       |
| 22. November | Walther Lehmkuhl                   | deutscher Kommunalpolitiker                                                                                     | 65    |       |
| 22. November | Max Pottag                         | deutschamerikanischer Hornist                                                                                   | 94    |       |
| 23. November | Hermann Bente                      | deutscher Wirtschaftswissenschaftler                                                                            | 74    |       |
| 23. November | Giancarlo Cornaggia-Medici         | italienischer Degenfechter und Olympiasieger                                                                    | 65    |       |
| 23. November | Yusof bin Ishak                    | singapurischer Politiker, Staatspräsident von Singapur                                                          | 60    |       |
| 23. November | Josef Listl                        | deutscher Jurist und Politiker (NSDAP/CSU)                                                                      | 77    |       |
| 23. November | Jauhen Zikozki                     | sowjetischer Komponist                                                                                          | 76    |       |
| 24. November | Erich Bauer                        | deutscher Richter und Studentenhistoriker                                                                       | 80    |       |
| 24. November | Alfred Bittins                     | deutscher Filmproduzent, Herstellungs- und Produktionsleiter                                                    | 61    |       |
| 24. November | Ernst Hansch                       | deutscher KPD- und SED-Funktionär und Journalist                                                                | 56    |       |
| 24. November | Richard F. Harless                 | US-amerikanischer Politiker                                                                                     | 65    |       |
| 24. November | Alice Seeley Harris                | britische Missionarin und Fotografin                                                                            | 100   |       |
| 24. November | Robert Lindneux                    | US-amerikanischer Porträt- und Genremaler                                                                       | 98    |       |
| 25. November | Camille-Antoine Chilouet           | französischer römisch-katholischer Ordensgeistlicher, Bischof von Farafangana                                   | 71    |       |
| 25. November | Alberto Gori                       | italienischer Franziskaner, Patriarch von Jerusalem                                                             | 81    |       |
| 25. November | Mishima Yukio                      | japanischer Schriftsteller und politischer Aktivist                                                             | 45    |       |
| 25. November | Sonny Walters                      | englischer Fußballspieler                                                                                       | 46    |       |
| 25. November | Poldi Waraschitz                   | österreichischer Lebenskünstler                                                                                 | 70    |       |
| 25. November | William G. Weaver                  | US-amerikanischer Offizier, Generalmajor der US-Army                                                            | 82    |       |
| 26. November | Kurt Blaum                         | deutscher Politiker                                                                                             | 86    |       |
| 26. November | Henry Brask Andersen               | dänischer Bahnradsportler                                                                                       | 74    |       |
| 26. November | Homer Jones                        | US-amerikanischer Politiker                                                                                     | 77    |       |
| 26. November | Abraham Kupchik                    | US-amerikanischer Schachspieler                                                                                 | 78    |       |
| 26. November | Carl Riegel                        | deutscher Fußballspieler                                                                                        | 73    |       |
| 26. November | Sigfrid Siwertz                    | schwedischer Schriftsteller                                                                                     | 88    |       |
| 27. November | Siegfried Behn                     | deutscher Philosoph und Psychologe                                                                              | 86    |       |
| 27. November | Karl Foerster                      | deutscher Gärtner, Staudenzüchter und Schriftsteller                                                            | 96    |       |
| 27. November | Franz Heller                       | deutscher Politiker, MdL                                                                                        | 70    |       |
| 27. November | John Bertrand Johnson              | US-amerikanischer Physiker                                                                                      | 83    |       |
| 27. November | Hilde Leest                        | deutsche Bildhauerin                                                                                            | 67    |       |
| 27. November | Helene Madison                     | US-amerikanische Schwimmerin                                                                                    | 57    |       |
| 27. November | Albert Vigna                       | monegassischer Radrennfahrer                                                                                    | 79    |       |
| 28. November | Jan Drda                           | tschechischer Prosaist und Dramatiker                                                                           | 55    |       |
| 28. November | Erwin Hauck                        | deutscher Radsportfunktionär und Präsident des Bundes Deutscher Radfahrer                                       | 61    |       |
| 28. November | Alla Horska                        | ukrainische Malerin und Dissidentin                                                                             | 41    |       |
| 28. November | William Huntington Kirkpatrick     | US-amerikanischer Jurist und Politiker                                                                          | 85    |       |
| 28. November | Albert Könemann                    | deutscher Politiker (NLP/DP), MdL                                                                               | 69    |       |
| 28. November | Lambert Maaßen                     | deutscher Politiker der CDU                                                                                     | 76    |       |
| 28. November | Fritz von Unruh                    | deutscher Schriftsteller, Maler, Redner und Dichter des literarischen Expressionismus                           | 85    |       |
| 28. November | Giorgio Del Vecchio                | italienischer Rechtswissenschaftler, Rechtsphilosoph und Hochschullehrer                                        | 92    |       |
| 29. November | Edgar Groß                         | deutscher Theaterwissenschaftler und Intendant                                                                  | 84    |       |
| 29. November | Karl Ottó Runólfsson               | isländischer Komponist                                                                                          | 70    |       |
| 29. November | Nina Ricci                         | italienisch-französische Designerin und Unternehmensgründerin                                                   | 87    |       |
| 30. November | Gerhard T. Buchholz                | deutscher Schriftsteller, Filmregisseur und Drehbuchautor                                                       | 72    |       |
| 30. November | Alfonso Caso y Andrade             | mexikanischer Archäologe und Rektor der Universidad Nacional Autónoma de México                                 | 74    |       |
| 30. November | Matthias Heidemann                 | deutscher Fußballspieler                                                                                        | 58    |       |
| 30. November | Franz Koelsch                      | deutscher Arbeitsmediziner                                                                                      | 94    |       |
| 30. November | Alexandre Noll                     | französischer Holzbildhauer und Möbeldesigner                                                                   | 80    |       |
| 30. November | Hans Schmidt-Horix                 | deutscher Diplomat                                                                                              | 61    |       |
| 30. November | Georg Friedrich zu Solms-Braunfels | hessischer Standesherr                                                                                          | 79    |       |
| November     | Albert Ayler                       | US-amerikanischer Jazz-Musiker                                                                                  | 34    |       |
| November     | August Güttinger                   | Schweizer Turner                                                                                                | 78    |       |

## Dezember
| Tag          | Name                             | Beruf, bekannt als                                                                              | Alter | Beleg |
| ------------ | -------------------------------- | ----------------------------------------------------------------------------------------------- | ----- | ----- |
| 1. Dezember  | Temple Abady                     | britischer Komponist                                                                            | 67    |       |
| 1. Dezember  | Friedhelm Baukloh                | deutscher Schriftsteller und Journalist                                                         | 43    |       |
| 1. Dezember  | Hermine David                    | französische Zeichnerin und Malerin                                                             | 84    |       |
| 1. Dezember  | Hermann Detzner                  | deutscher Offizier und Autor                                                                    | 88    |       |
| 1. Dezember  | Robert Grützmacher               | deutscher Politiker, Mitglied der Stadtverordnetenversammlung von Groß-Berlin                   | 79    |       |
| 1. Dezember  | Ruth Law                         | US-amerikanische Flugpionierin                                                                  | 83    |       |
| 1. Dezember  | Bernhard Müller                  | deutscher Politiker, MdL                                                                        | 83    |       |
| 2. Dezember  | Ernst Kinder                     | deutscher Theologe und Professor                                                                | 60    |       |
| 2. Dezember  | Otto Wöhrmann                    | deutscher Jurist                                                                                | 73    |       |
| 3. Dezember  | Hans Egidi                       | deutscher Jurist                                                                                | 80    |       |
| 3. Dezember  | Leslie William Mapson            | englischer Biochemiker                                                                          | 63    |       |
| 4. Dezember  | Carl Böckli                      | Schweizer Autor, Karikaturist und Journalist                                                    | 81    |       |
| 4. Dezember  | Rudolf Holste                    | deutscher Offizier, zuletzt Generalleutnant im Zweiten Weltkrieg                                | 73    |       |
| 4. Dezember  | Erwin Lorenz                     | deutscher Politiker (FDP), MdL                                                                  | 78    |       |
| 4. Dezember  | Augusto Rangone                  | italienischer Fußballtrainer, -schiedsrichter, -funktionär und Journalist                       | 84    |       |
| 5. Dezember  | Heinz Auerswald                  | deutscher Jurist und Ghetto-Kommissar in Warschau                                               | 62    |       |
| 5. Dezember  | Alfred Glaus                     | Schweizer Psychiater                                                                            | 79    |       |
| 5. Dezember  | Ferdinand Grossmann              | österreichischer Chorleiter und Dirigent                                                        | 83    |       |
| 5. Dezember  | Heinrich Hacker                  | deutscher SA-Führer und Politiker (NSDAP), MdL                                                  | 78    |       |
| 5. Dezember  | Erich Schneider                  | deutscher Wirtschaftstheoretiker                                                                | 69    |       |
| 6. Dezember  | Julius Bielefeld                 | deutscher NSDAP-Funktionär, Kreisleiter in Coesfeld und Lüdinghausen                            | 65    |       |
| 6. Dezember  | Jean Déré                        | französischer Musikpädagoge und Komponist                                                       | 84    |       |
| 6. Dezember  | Leandro Faggin                   | italienischer Radrennfahrer                                                                     | 37    |       |
| 6. Dezember  | Thomas S. Power                  | US-amerikanischer Offizier, General der US-Air Force                                            | 65    |       |
| 6. Dezember  | Eduardo Robledo                  | chilenischer Fußballspieler                                                                     | 42    |       |
| 6. Dezember  | Friedrich Wessely                | römisch-katholischer Theologe, Hochschullehrer und Gründer der Legions Mariens in Österreich    | 69    |       |
| 7. Dezember  | Romaine Brooks                   | US-amerikanische Malerin und Bildhauerin                                                        | 96    |       |
| 7. Dezember  | Hans Doppelbaur                  | deutscher Botaniker und Taxonom                                                                 | 43    |       |
| 7. Dezember  | Rube Goldberg                    | US-amerikanischer Cartoonist                                                                    | 87    |       |
| 7. Dezember  | Hans-Jürgen Wallbrecht           | deutscher Ruderer                                                                               | 27    |       |
| 8. Dezember  | Abram Isaakowitsch Alichanow     | sowjetischer Physiker                                                                           | 66    |       |
| 8. Dezember  | Ernst Baldinger                  | Schweizer Physiker                                                                              | 59    |       |
| 8. Dezember  | Camille Bloch                    | Schweizer Schokoladefabrikant                                                                   | 79    |       |
| 8. Dezember  | Alberto Buccicardi               | chilenischer Fußballspieler und -trainer                                                        | 56    |       |
| 8. Dezember  | Benno Gut                        | Schweizer Ordensgeistlicher, Benediktiner, Abtprimas, Kurienkardinal                            | 73    |       |
| 8. Dezember  | Christopher Kelk Ingold          | britischer Chemiker                                                                             | 77    |       |
| 8. Dezember  | Arthur E. Popham                 | britischer Kunsthistoriker                                                                      | 81    |       |
| 8. Dezember  | Eduard Probst                    | Schweizer Architekt, Filmschaffender und Schriftsteller                                         | 64    |       |
| 8. Dezember  | Alfred Schäfter                  | deutscher Gold- und Silberschmied                                                               | 68    |       |
| 9. Dezember  | Rudolf Fleck                     | deutscher Schauspieler                                                                          | 74    |       |
| 9. Dezember  | Artjom Mikojan                   | sowjetischer Flugzeugkonstrukteur                                                               | 65    |       |
| 9. Dezember  | Malik Feroz Khan Noon            | pakistanischer Politiker                                                                        | 77    |       |
| 9. Dezember  | Fritz Schilling                  | deutscher Politiker, MdL                                                                        | 74    |       |
| 9. Dezember  | Walther Schultze                 | deutscher Dermatologe und nationalsozialistischer Funktionär                                    | 77    |       |
| 9. Dezember  | Richard V. Southwell             | britischer Ingenieurwissenschaftler für Mechanik                                                | 82    |       |
| 10. Dezember | Arnold Clementschitsch           | österreichischer Maler                                                                          | 83    |       |
| 10. Dezember | Nan Wood Honeyman                | US-amerikanische Politikerin                                                                    | 89    |       |
| 10. Dezember | Bruno Rudau                      | deutscher Lehrer und Heimatforscher                                                             | 79    |       |
| 10. Dezember | Wilhelm Sieh                     | deutscher Politiker (NSDAP), MdR, NS-Funktionär                                                 | 78    |       |
| 10. Dezember | Thelma Wood                      | US-amerikanische Silverpoint-Künstlerin und Bildhauerin                                         | 69    |       |
| 11. Dezember | Giuani Enrich                    | Südtiroler Bildhauer                                                                            | 88    |       |
| 11. Dezember | Kenneth A. Evans                 | US-amerikanischer Politiker                                                                     | 72    |       |
| 11. Dezember | Abrahão de Moraes                | brasilianischer Astronom                                                                        | 53    |       |
| 11. Dezember | Hans Pontiller                   | österreichischer Bildhauer                                                                      | 83    |       |
| 11. Dezember | Hugo Stintzing                   | deutscher Physiker und Hochschullehrer                                                          | 82    |       |
| 12. Dezember | Natan Issajewitsch Altman        | russisch-sowjetischer Maler und Bühnenbildner                                                   | 80    |       |
| 12. Dezember | John Paddy Carstairs             | britischer Schriftsteller, Filmregisseur und Drehbuchautor                                      | 60    |       |
| 12. Dezember | Louis Zimmer                     | belgischer Uhrmacher                                                                            | 82    |       |
| 13. Dezember | Oscar Behogne                    | belgischer Politiker                                                                            | 70    |       |
| 13. Dezember | Erich von Bonin                  | deutscher Generalleutnant                                                                       | 92    |       |
| 13. Dezember | Heinrich Maria Davringhausen     | deutscher Maler der Neuen Sachlichkeit                                                          | 76    |       |
| 13. Dezember | Hans Albert Kluthe               | deutscher Journalist und Verleger                                                               | 66    |       |
| 13. Dezember | Anton Supersperg                 | österreichischer Politiker (WdU), Mitglied des Bundesrates                                      | 87    |       |
| 13. Dezember | Ludolf von Wedel-Parlow          | deutscher Literaturwissenschaftler und Gutsbesitzer                                             | 80    |       |
| 14. Dezember | Esther Chapa                     | mexikanische Medizinerin und Hochschullehrerin                                                  | 66    |       |
| 14. Dezember | Giovanni Cimara                  | italienischer Schauspieler                                                                      | 81    |       |
| 14. Dezember | Jimmy Cookson                    | englischer Fußballspieler                                                                       | 66    |       |
| 14. Dezember | Earl Eby                         | US-amerikanischer Mittelstreckenläufer                                                          | 76    |       |
| 14. Dezember | Fritz Huf                        | Schweizer Bildhauer, Maler und Zeichner                                                         | 82    |       |
| 14. Dezember | Erich Kohlhauer                  | deutscher Generalmajor im Zweiten Weltkrieg                                                     | 79    |       |
| 14. Dezember | Alma Langenbach                  | Studienrätin und Heimatforscherin                                                               | 77    |       |
| 14. Dezember | Franz Schlegelberger             | deutscher Jurist und Justizminister                                                             | 94    |       |
| 14. Dezember | Elmer Schoebel                   | US-amerikanischer Jazz-Pianist und Komponist                                                    | 74    |       |
| 14. Dezember | William Slim, 1. Viscount Slim   | britischer Feldmarschall, Generalgouverneur von Australien                                      | 79    |       |
| 14. Dezember | Edoardo Weiss                    | italienischer Facharzt für Neurologie und Psychiatrie, Autor, Psychoanalytiker                  | 81    |       |
| 15. Dezember | Gaston Duval                     | französischer Automobilrennfahrer                                                               | 74    |       |
| 15. Dezember | Arnold Landvoigt                 | deutscher Rugbyspieler                                                                          | 91    |       |
| 15. Dezember | Ernest Marsden                   | britischer Physiker                                                                             | 81    |       |
| 15. Dezember | Theodore Motzkin                 | US-amerikanischer Mathematiker russischer Abstammung                                            | 62    |       |
| 15. Dezember | Hermann Schülein                 | Brauereidirektor in München und New York                                                        | 86    |       |
| 15. Dezember | Georg Umbenhauer                 | deutscher Radrennfahrer                                                                         | 58    |       |
| 15. Dezember | Paul Wyatt                       | US-amerikanischer Schwimmer                                                                     | 63    |       |
| 16. Dezember | Heinrich Bechtel                 | deutscher Wirtschaftshistoriker und Hochschullehrer                                             | 81    |       |
| 16. Dezember | Paul von Guilleaume              | deutscher Automobilrennfahrer und Motorsportfunktionär                                          | 77    |       |
| 16. Dezember | Oscar Lewis                      | US-amerikanischer Anthropologe                                                                  | 55    |       |
| 16. Dezember | Gustav Möllenberg                | deutscher Eisenhüttenmann und Manager der deutschen Stahl- und Maschinenbauindustrie            | 84    |       |
| 16. Dezember | Friedrich Pollock                | deutscher Sozialwissenschaftler                                                                 | 76    |       |
| 16. Dezember | Charles Edward Smith             | US-amerikanischer Jazz-Autor und -Kritiker                                                      | 66    |       |
| 16. Dezember | Franz Zehetgruber                | österreichischer Politiker (CSP), Abgeordneter zum Nationalrat                                  | 88    |       |
| 17. Dezember | Albrecht Köstlin                 | deutscher Agrarökonom, Agronom und Bautechnologe der Landwirtschaft                             | 65    |       |
| 17. Dezember | Parashqevi Qiriazi               | albanische Pädagogin und Linguistin                                                             | 90    |       |
| 17. Dezember | Clemens Schöpf                   | deutscher organischer Chemiker                                                                  | 71    |       |
| 17. Dezember | Marcelle Soulage                 | französische Komponistin und Musikpädagogin                                                     | 76    |       |
| 17. Dezember | Oswald Turnbull                  | britischer Tennisspieler                                                                        | 79    |       |
| 18. Dezember | Rainer Balhorn                   | deutscher Schüler, Todesopfer an der innerdeutschen Grenze                                      | 15    |       |
| 18. Dezember | Apollinaris William Baumgartner  | römisch-katholischer Bischof von Agaña                                                          | 71    |       |
| 18. Dezember | Marc Boegner                     | französischer protestantischer Theologe                                                         | 89    |       |
| 18. Dezember | Karl Heinz Hansen                | deutscher Chemiker                                                                              | 42    |       |
| 18. Dezember | Mladen Iveković                  | jugoslawischer Diplomat                                                                         | 67    |       |
| 18. Dezember | Rudolf Jehle                     | Liechtensteiner Sportschütze                                                                    | 76    |       |
| 18. Dezember | Anna Riwkin-Brick                | schwedische Photographin                                                                        | 62    |       |
| 18. Dezember | Emil von Wedel                   | deutscher Elektroingenieur und Verwaltungsbeamter                                               | 84    |       |
| 19. Dezember | Hermann Funken                   | deutscher Politiker (NSDAP)                                                                     | 79    |       |
| 19. Dezember | Hans Gamper                      | österreichischer Politiker, Landtagsabgeordneter                                                | 80    |       |
| 19. Dezember | Mozart Gurgel Valente Júnior     | brasilianischer Diplomat                                                                        | 53    |       |
| 19. Dezember | Constant Ménager                 | französischer Radrennfahrer                                                                     | 81    |       |
| 19. Dezember | Hellmuth von Rabenau             | deutscher Fregattenkapitän und Leiter der Chiemsee-Yachtschule                                  | 85    |       |
| 19. Dezember | Richard Wagner                   | deutscher Physiologe                                                                            | 77    |       |
| 20. Dezember | Vinzenz Bronzin                  | österreichisch-italienischer Mathematiker                                                       | 98    |       |
| 20. Dezember | Wolfgang Grupe                   | deutscher Radsportler                                                                           | 40    |       |
| 20. Dezember | Gyula Halasy                     | ungarischer Bankjurist und Sportschütze                                                         | 79    |       |
| 20. Dezember | Karl Hoffmann                    | deutscher Polizist und SS-Führer                                                                | 83    |       |
| 20. Dezember | Johannes Max Proskauer           | US-amerikanischer Bryologe                                                                      | 47    |       |
| 20. Dezember | Emil von Skramlik                | österreichisch-deutscher Physiologe                                                             | 84    |       |
| 21. Dezember | Paul Boepple                     | schweizerisch-amerikanischer Chorleiter und Musikpädagoge                                       | 74    |       |
| 21. Dezember | Hermann Haage                    | deutscher Politiker, MdB, MdEP                                                                  | 58    |       |
| 21. Dezember | Henri Willem Hoesen              | niederländischer Arzt                                                                           | 85    |       |
| 21. Dezember | Karl Juvan                       | österreichischer Politiker während des Austrofaschismus                                         | 79    |       |
| 21. Dezember | Karin Peckert-Forsman            | estnische Skirennläuferin                                                                       | 65    |       |
| 21. Dezember | Ella Schmittmann                 | deutsche Sozialpolitikerin                                                                      | 90    |       |
| 21. Dezember | Anna Elisabet Weirauch           | deutsche Schauspielerin und Schriftstellerin                                                    | 83    |       |
| 22. Dezember | Heinz Amelang                    | deutscher Politiker (LDP/FDP)                                                                   | 56    |       |
| 22. Dezember | Walter Hentschel                 | deutscher Kunsthistoriker                                                                       | 71    |       |
| 22. Dezember | Rafael Higinio Orozco            | mexikanischer Fußballspieler und Funktionär                                                     |       |       |
| 23. Dezember | Schäken Aimanow                  | kasachisch-sowjetischer Schauspieler und Regisseur                                              | 56    |       |
| 23. Dezember | Elyesa Bazna                     | türkischer Agent                                                                                | 66    |       |
| 23. Dezember | Ewald Loeser                     | deutscher Widerstandskämpfer                                                                    | 82    |       |
| 23. Dezember | Michael Prawdin                  | ukrainischer Historiker und Journalist                                                          | 76    |       |
| 23. Dezember | Charles Ruggles                  | US-amerikanischer Schauspieler und Bruder des Regisseurs Wesley Ruggles                         | 84    |       |
| 23. Dezember | Aleksander Warma                 | estnischer Jurist und Politiker der Exilregierung                                               | 80    |       |
| 24. Dezember | Charles M. Cooke                 | US-amerikanischer Admiral                                                                       | 84    |       |
| 24. Dezember | Otto Cordes                      | deutscher Schwimmer und Wasserballspieler                                                       | 65    |       |
| 24. Dezember | Gustaf Malmström                 | schwedischer Ringer                                                                             | 86    |       |
| 24. Dezember | Sylvanus Griswold Morley         | US-amerikanischer Romanist und Hispanist                                                        | 92    |       |
| 24. Dezember | Gideon Nxumalo                   | südafrikanischer Jazzmusiker, Komponist und Moderator                                           | 41    |       |
| 24. Dezember | Karl Johann Pauly                | deutscher Politiker, MdL                                                                        | 66    |       |
| 24. Dezember | Ferdinand Rüegg                  | Gründer der Kipa                                                                                | 86    |       |
| 24. Dezember | Nikolai Michailowitsch Schwernik | sowjetischer Politiker                                                                          | 82    |       |
| 24. Dezember | Jan Friedrich Tönnies            | deutscher Erfinder, Wissenschaftler, Fabrikant und Politiker (DFU)                              | 68    |       |
| 24. Dezember | Herbert Wunsch                   | österreichischer Tischtennisspieler                                                             | 53    |       |
| 25. Dezember | Ludovico Bidoglio                | argentinischer Fußballspieler                                                                   | 70    |       |
| 25. Dezember | Peter Brüning                    | deutscher Maler, Bildhauer und Hochschullehrer                                                  | 41    |       |
| 25. Dezember | Christian-Peter Friese           | deutsches Todesopfer der Berliner Mauer                                                         | 22    |       |
| 25. Dezember | Robert Grießbach                 | deutscher Chemiker                                                                              | 84    |       |
| 25. Dezember | Leopold Kölbl                    | österreichischer Geologe, Rektor der Ludwig-Maximilians-Universität München                     | 75    |       |
| 25. Dezember | Robert Lejeune                   | Schweizer evangelischer Geistlicher                                                             | 79    |       |
| 25. Dezember | Karl Posch                       | österreichischer Verwaltungsjurist und Landesrat                                                | 73    |       |
| 26. Dezember | Lillian Board                    | britische Sprinterin, Mittelstreckenläuferin                                                    | 22    |       |
| 26. Dezember | Karl Bösken                      | deutscher Politiker der CDU                                                                     | 75    |       |
| 26. Dezember | Eduard Enslin                    | deutscher Augenarzt und Entomologe                                                              | 91    |       |
| 26. Dezember | Menotti Jakobsson                | schwedischer Skispringer und Nordischer Kombinierer                                             | 78    |       |
| 26. Dezember | Ernst Lienhop                    | deutscher lutherischer Theologe                                                                 | 85    |       |
| 26. Dezember | Ernst Pringsheim junior          | deutscher Naturwissenschaftler und Pflanzenphysiologe                                           | 89    |       |
| 27. Dezember | Franz Mittler                    | österreichischer Musiker und Schriftsteller                                                     | 77    |       |
| 27. Dezember | Paul Schwarzkopf                 | österreichischer Erfinder und Industrieller                                                     | 84    |       |
| 28. Dezember | Lee Barnes                       | US-amerikanischer Leichtathlet                                                                  | 64    |       |
| 28. Dezember | Gottlieb Fiala                   | österreichischer Gewerkschafter und Politiker (KPÖ), Mitglied des Bundesrates                   | 79    |       |
| 28. Dezember | Brutus Hamilton                  | US-amerikanischer Leichtathlet                                                                  | 70    |       |
| 28. Dezember | Wilhelm Knappich                 | österreichischer Astrologe                                                                      | 90    |       |
| 28. Dezember | Walter Kubiëna                   | österreichischer Bodenkundler, Begründer der mikromorphologischen Bodenforschung                | 73    |       |
| 28. Dezember | Paul Kühnle                      | deutscher Fußballspieler                                                                        | 85    |       |
| 28. Dezember | Carl Otto Müller                 | deutscher Maler                                                                                 | 69    |       |
| 28. Dezember | Georg Muntau                     | deutscher Fußballschiedsrichter                                                                 | 72    |       |
| 28. Dezember | Lucius Mendel Rivers             | US-amerikanischer Politiker                                                                     | 65    |       |
| 28. Dezember | Martin Rom                       | österreichischer Politiker, Abgeordneter zum Nationalrat                                        | 75    |       |
| 28. Dezember | Joseph Schlippe                  | deutscher Architekt, Stadtplaner und Baubeamter                                                 | 85    |       |
| 28. Dezember | Harold Jacob Smith               | US-amerikanischer Filmschauspieler und Drehbuchautor                                            | 58    |       |
| 29. Dezember | Adalbert von Bayern              | deutscher Offizier, Historiker, Autor und Botschafter der Bundesrepublik Deutschland in Spanien | 84    |       |
| 29. Dezember | Frank Bowles, Baron Bowles       | britischer Politiker, Mitglied des House of Commons und Rechtsanwalt                            | 68    |       |
| 29. Dezember | Estevão Leitão de Carvalho       | brasilianischer Marschall                                                                       | 89    |       |
| 29. Dezember | William King Gregory             | US-amerikanischer Paläontologe                                                                  | 94    |       |
| 29. Dezember | Ben Lewis                        | US-amerikanischer Filmeditor                                                                    | 76    |       |
| 29. Dezember | Marie Menken                     | US-amerikanische Schriftstellerin, Journalistin und Filmemacherin                               | 61    |       |
| 29. Dezember | John de Mol                      | niederländischer Akkordeonist, Sänger und Orchesterleiter                                       | 58    |       |
| 29. Dezember | Frieda Nickel                    | deutsche Politikerin, MdL                                                                       | 81    |       |
| 29. Dezember | Arthur Nordenswan                | schwedischer Sportschütze                                                                       | 87    |       |
| 29. Dezember | Dick Willebrandts                | niederländischer Jazzmusiker                                                                    | 59    |       |
| 30. Dezember | Hans Butz                        | deutscher Tierzuchtwissenschaftler                                                              | 80    |       |
| 30. Dezember | Kurt Kieß                        | 1. Sekretär der SED-Gebietsleitung Wismut, MdV                                                  | 56    |       |
| 30. Dezember | Franz-Xaver Lindl                | deutscher Maler, Bildhauer und Grafiker                                                         |       |       |
| 30. Dezember | Sonny Liston                     | US-amerikanischer Boxer                                                                         |       |       |
| 30. Dezember | Hans Pape                        | deutscher freischaffender Künstler, Kunsthandwerker, Auftragsmaler und Grafiker                 | 76    |       |
| 30. Dezember | Arsenio Rodríguez                | kubanischer Musiker und Komponist                                                               | 59    |       |
| 30. Dezember | Eduard Stakemeier                | deutscher Theologe und Hochschullehrer                                                          | 66    |       |
| 30. Dezember | Göte Turesson                    | schwedischer Botaniker und Evolutionsbiologe                                                    | 78    |       |
| 30. Dezember | Martin Weis                      | deutscher Politiker (NSDAP), MdR                                                                | 63    |       |
| 31. Dezember | Nikolai Nikolajewitsch Andrejew  | ukrainisch-russischer Physiker und Hochschullehrer                                              | 90    |       |
| 31. Dezember | Michael Balint                   | ungarischer Psychoanalytiker                                                                    | 74    |       |
| 31. Dezember | Otto Benecke                     | deutscher Unternehmer und erster Ehrenbürger von Vinnhorst                                      | 75    |       |
| 31. Dezember | Gottfried Blömker                | deutscher Politiker (FDP), MdL                                                                  | 80    |       |
| 31. Dezember | Heinrich Brandt                  | deutscher Theologe                                                                              | 84    |       |
| 31. Dezember | Alexandre Garbell                | französischer Maler                                                                             | 67    |       |
| 31. Dezember | Ray Henderson                    | US-amerikanischer Songwriter und Komponist                                                      | 74    |       |
| 31. Dezember | Raymond Mondon                   | französischer Politiker, Mitglied der Nationalversammlung                                       | 56    |       |
| 31. Dezember | Thomas F. Quinlan                | irischer Bischof                                                                                | 74    |       |
| 31. Dezember | Cyril Scott                      | englischer Komponist, Pianist und Schriftsteller                                                | 91    |       |
| 31. Dezember | Alfred Tritschler                | deutscher Fotograf                                                                              | 65    |       |
| 31. Dezember | Franz Xaver Unertl               | deutscher Politiker, MdB                                                                        | 59    |       |
| Dezember     | Georg Fleischmann                | deutscher Jurist und Kriminalpolizeibeamter                                                     | 64    |       |
| Dezember     | Katja Weintraub                  | deutsche Übersetzerin polnischer Literatur                                                      |       |       |